# Zhang Zilin
Zhang Zilin, född 22 mars 1984 i Weihai, Kina, vann skönhetstävlingen Miss World 2007. Sveriges representant Annie Oliv vann titeln Miss World Europe under samma kväll.